# Стари заветни крст у Копајкошари
Стари заветни крст у Копајкошари, насељеном месту на територији општине Сврљиг, налази се десно од пута који води ка копајкошарској пећини, у дворишту сеоске куће.
Крст припада категорији оброчних крстова, резан је од камена кречењака. На краковима су исклесане по три јабучасте полулопте. По ивици је урезана плитка линија, којом је крст уоквирен са свих страна. У средишењем делу урезан је већи крст, чији се кракови завршавају мањим крстовима. Других украса нема, осим записа који гласи: 1887 св(ети) крст подигоше сељани села Kопајкошар у славу ношења литије светог воскресења христовог.
Народ се окупља на овом месту на Ускрс, који је празнован као дан васкрснућа душе. Овом празнику придаван је велики значај. По народном веровању сви они који умру на Ускрс одлазе у рај, пошто су им тог дана рајска врата широм отворена.